# 1986年花蓮地震
1986年花蓮地震發生於當地時間1986年11月15日05:20，震央位於花蓮東方約20公里海底（23.992N, 121.833E）芮氏規模6.8，震源深度15公里。該地震共造成15人死亡、62人輕重傷，房屋全倒35戶、半倒32戶、至少有200餘戶以上的建築物受損。

## 災情
該地震在花蓮縣、宜蘭縣、臺北縣市造成許多災情。

### 花蓮
多處山崩落石，蘇花公路及中部橫貫公路全線中斷，太魯閣段邊坡落石崩塌，北迴鐵路鐵軌扭曲。花蓮港新建碼頭後線背填土沉陷。

### 宜蘭
蘇澳港部份碼頭側移。

### 臺北
臺北市復興南路裕台大樓傾斜，連續壁破裂。傷亡最嚴重的建物是位於臺北縣中和市（現新北市中和區）員山路的華陽市場。華陽市場原為三層多柱少牆鋼筋混凝土的市場建築物，由於2、3層改為住家後砌築了許多磚造外牆與隔間牆，使得建築物成為上剛下軟的結構，加上過大的超載，在耐震上十分不利。在此次地震襲擊下，一、二樓的支柱大部分折斷，造成嚴重傷亡。